# Federația Română de Haltere
Federația Română de Haltere este forul ce conduce și organizează competițiile și cluburile de haltere din România.

## Istoric
Sportul haltere a apărut în România în jurul anului 1893, iar prima secție de haltere a fost în înființată în 1908 la Societatea „Tirul” din București. 
Primul concurs cu ridicare de greutăți a avul loc în România în anul 1896, iar gazda competiției a fost sala de sport a liceului bucureștean Gheorghe Lazăr. La serbările organizate de această organizație participau și frații Temelie. Împreună cu Jean Chirtop și Ștefan Petrescu ale căror nume sunt consemnate în documente din anii '20 au rămas în istorie ca fiind pionieri ai halterofiliei românești. Socrate Temelie a ridicat în 1910, 168 de kg și este considerat primul campion neoficial al României. Germanii aflând că a ridicat această greutate l-au numit „Minune a Balcanilor”.
În anul 1930 a fost înființată la Oradea Federația Română de Lupte și Haltere, care era condusă de doi arădeni. La lupte era Brutus Păcurariu, iar la haltere era dr. Zoltan Pecsy. În 1931 s-a mutat la București unde președinte a fost ales, Camil Manuilă, iar un an mai târziu federația a fost recunoscută oficial. În anul 1934 a avut loc primul Campionat Național, iar în anul 1937 a avut loc a doua ediție dominată de Pavel Gospodinov. 
În 2021 România nu a avut voie să trimită halterofili la Jocurile Olimpice de la Tokyo din cauza mai multor cazuri de dopaj, și Federația Internațională de Haltere a impus o suspendare de un an Federației Române de haltere.